# Empedocle Restivo
Empedocle Restivo (Palermo, 12 novembre 1876 – Palermo, 2 ottobre 1938) è stato un giurista e politico italiano.

## Biografia
Libero docente di filosofia del diritto all'Università di Messina e successivamente in quella di Palermo (dove insegnò anche diritto bancario e sociologia). Insegnò anche Istituzioni di diritto pubblico e legislazione coloniale nell'"Istituto superiore di scienze economiche e commerciali", del quale fu creatore e direttore, fino alla trasformazione in Facoltà universitaria.
Fece parte della Massoneria.
Fu anche presidente della Camera di commercio e assessore comunale all'istruzione. Al suo nome è intestata Galleria d'Arte Moderna di Palermo, di cui egli si rese promotore nel 1910.
Nel 1913 fu eletto deputato al Parlamento del Regno, fino al 1919 (XXIV leg.) quando non fu rieletto. Nel 1924 fu rieletto deputato nelle liste della Democrazia sociale (XXVII leg). Nel 1925 si candidò in consiglio comunale di Palermo, nella "Lista Nazionale", che conquistò il comune, venendo eletto. Restò alla Camera fino al gennaio 1929.
Il figlio Franco Restivo fu più volte ministro e presidente della Regione Siciliana.